# تصاعد التكاليف
مصطلح تصاعد التكاليف يشير إلى التغيرات التي تطرأ على تكلفة أو سعر سلع أو خدمات معينة في إطار اقتصادي معين وعلى مدار فترة محددة. ويعد هذا المصطلح مماثلًا لمفاهيم التضخم الاقتصادي والانكماش المالي، غير أن التصاعد يكون محددًا على عنصر معين أو فئة من العناصر (فليس مصطلحًا عامًا بطبيعته)، كذلك عادةً لا يكون مدفوعًا في المقام الأول بالتغيرات التي تطرأ على موارد المال، فضلًا عن أنه يميل إلى كونه أقل استمرارية. وفي حين يضم التصاعد معنى التضخم بشكل عام والمرتبط بالضرورة بموارد المال، فإنه في نفس الوقت يكون مدفوعًا بالتغييرات التي تطرأ على التقنية المستخدمة والممارسات، وبخاصة عدم التوازن بين عمليات العرض والطلب والتي تكون محددة على سلعة أو خدمة في إطار اقتصادي معين. فعلى سبيل المثال، عندما بلغ التضخم الاقتصادي العام (كـ مؤشر أسعار المستهلك) في الولايات المتحدة أقل من 5% في الفترة من عام 2003-2007، ارتفعت (تصاعدت) أسعار الصلب بنسبة تزيد عن 50% نظرًا لعدم التوازن الحاصل بين العرض والطلب. وقد يسهم تصاعد التكلفة في تجاوز تكلفة المشروع، ولكن لا يمكن اعتبارها مرادفًا لها.
على مدار فترات طويلة من الزمن، في وقت يتم فيه تصحيح حالات عدم التوازن بين العرض والطلب في السوق، سيتجه التصاعد إلى أن يكون مساويًا لحالة التضخم الاقتصادي بمعدل أكثر أو أقل، ما لم تكن هناك تغييرات دائمة في التقنية والكفاءة التي يتم ممارستها داخل إطار السوق.
وعادةً ما يتم احتساب معدل التصاعد من خلال دراسة التغييرات الواردة في مقاييس مؤشر الأسعار بالنسبة لسلعة ما أو خدمة معينة. وفي نفس الوقت، يمكن التنبؤ بالتصاعد في المستقبل من خلال الاعتماد على مجال الاقتصاد القياسي. ولسوء الحظ، فإنه نظرًا لإمكانية حدوث التصاعد (على عكس التضخم) في السوق الصغير الحجم، فضلًا عن أنه قد يكون من الصعب قياس معدل التصاعد هذا باستخدام الدراسات الاستقصائية، فإنه قد يكون من الصعب معرفة أسعار الأوراق المالية. فعلى سبيل المثال، يشتمل مكتب إحصائيات العمل على مؤشر الأسعار الخاص بأجور البناء والتعويضات (تكلفة العمالة الخاصة بمقاول البناء)، ولكن لا يوجد لديه شيء يتعلق بالأسعار التي يلزم على المالكين دفعها لمقاول البناء مقابل خدماتهم.
في مجال هندسة التكاليف واستخدام نظام إدارة المشروعات ، يمكن اعتبار كل من التصاعد وتكاليف الطوارئ أموالاً تُصرف في حالات الخطر، والتي يلزم إدراجها في تقديرات المشروعات وميزانياتها. وعندما يكون التصاعد في الحد الأدنى له، ففي بعض الأحيان يتم تقديره جنبًا إلى جنب مع حالة الطوارئ. ومع ذلك، لا يعد هذا أفضل إجراء يمكن ممارسته، وبخاصة عندما يكون التصاعد كبيرًا.